# Ferrocarril Ràpid de Senboku
El Ferrocarril Ràpid de Senboku (泉北高速鉄道, Senboku Kōsoku Tetsudō) és una companyia de ferrocarril japonesa que opera una línia de trànsit ràpid a la zona de Senboku o Izumi nord, a la prefectura d'Osaka fundada el 1971. Fins al 30 de juny de 2014 va ser una empresa del tercer sector amb el nom de Desenvolupament Urbà Prefectural d'Osaka, estant participada pel govern prefectural.

## Història
Durant la dècada de 1960 el govern prefectural d'Osaka va fer un pla per a la construcció d'una línia de ferrocarril cap a Senboku New Town, una de les "ciutats" residencials massives fetes a la postguerra per a allojtar a la població vinguda d'àrees rurals. Tota la planificació i construcció de la línia va ser encarregada al Ferrocarril Elèctric Nankai, però degut a l'alt nombre d'accidents de la companyia, les autoritats ferroviàries del Japó van obligar a l'empresa a renovar tota la seua flota de màquines. L'empresa es va constituir amb el nom de "Desenvolupament Urbà Prefectural d'Osaka" com una companyia del tercer sector, amb participació pública i privada. L'1 de juliol la companyia va canviar al nom actual amb la venda de totes les participacions del govern prefectural a la companyia Nankai, passant a tindre el poder total sobre el ferrocarril i sent integrada al Grup Nankai.
La línia es va inaugurar l'1 d'abril de 1971 des de l'estació de Nakamozu fins Izumigaoka i més tard, el 7 de desembre de 1973 la línia fou estesa fins a l'estació de Toga-Mikata. El 20 d'agost de 1977 es va estendre la línia fins a Kômyôike i la darrera extensió fou l'1 d'abril de 1995, quan la línia va arribar a Izumi-Chûô, eixint per primera vegada del municipi de Sakai.

## Serveis
- Limited Express Semboku Liner (LE)

Tots els seients d'aquests trens són reservats. L'inici d'operacions del servici fou el 5 de desembre de 2015. La diferència d'aquest servei amb el demés és la seua velocitat, ja que no para en les estacions de Nakamozu i Fukai, així com els vagons, més amplis i comodes, sense haver d'anar d'empeus i amb el seient reservat.
- Sub-Express (SbE)
- Semi-Express (SmE)
- Local (L)

És el servei bàsic, para a totes les estacions de la línia.

## Línia
| Estació Número | Imatge      | Estació     | Japonès    | Distància (km)  | Distància (km) | Enllaç                                        | Situació |
| Estació Número | Imatge      | Estació     | Japonès    | Entre estacions | Total          | Enllaç                                        | Situació |
| -------------- | ----------- | ----------- | ---------- | --------------- | -------------- | --------------------------------------------- | -------- |
| SB01           | Nakamozu    | Nakamozu    | 中百舌鳥   | 0,0             | 0,0            | Nankai Línia Kōya (NK59) Línia Midōsuji (M30) | Sakai    |
| SB02           | Fukai       | Fukai       | 深井       | 3,7             | 3,7            |                                               | Sakai    |
| SB03           | Izumigaoka  | Izumigaoka  | 泉ケ丘     | NA              | 7,8            |                                               | Sakai    |
| SB04           | Toga-Mikita | Toga-Mikita | 栂・美木多 | NA              | 10,2           |                                               | Sakai    |
| SB05           | Kōmyōike    | Kōmyōike    | 光明池     | NA              | 12,1           |                                               | Sakai    |
| SB06           | Izumi-Chūō  | Izumi-Chūō  | 和泉中央   | NA              | 14,3           |                                               | Izumi    |